# Липопротеин
Липопротеините са частици със сложна структура, комплекси от липиди и протеини.
Липопротеините са силно чувствителни към протео- и липолитични ензими, окисление, нагряване, изсушаване, замразяване, киселинни или основни реакции.
Разделят се на разтворими и мембранни, а в зависимост от отнасянето при електрофореза – на α-липопротеини и β-липопротеини.
Срещат се в растителните и животинските организми. Разтворимите липопротеини се съдържат в кръвната плазма и имат транспортна функция.
Според скоростта на утаяване при центрофугиране липопротеините се разделят на:
- липопротеини с висока плътност (52% протеини и 48% липиди, главно фосфолипиди);
- липопротеини с ниска плътност (21% протеини и 79% липиди, главно холестерол);
- липопротеини с много ниска плътност (9% протеини и 91% липиди, главно триглицериди);
- хиломикрони (1% протеини и 99% триглицериди).

Нивата на липопротеините се измерват чрез кръвен липиден тест.